# Hylocereus costaricensis
Пітахая костариканська, пітая костариканська (Selenicereus costaricensis, syn. Hylocereus costaricensis) — вид рослин з родини кактусових (Cactaceae).

## Будова

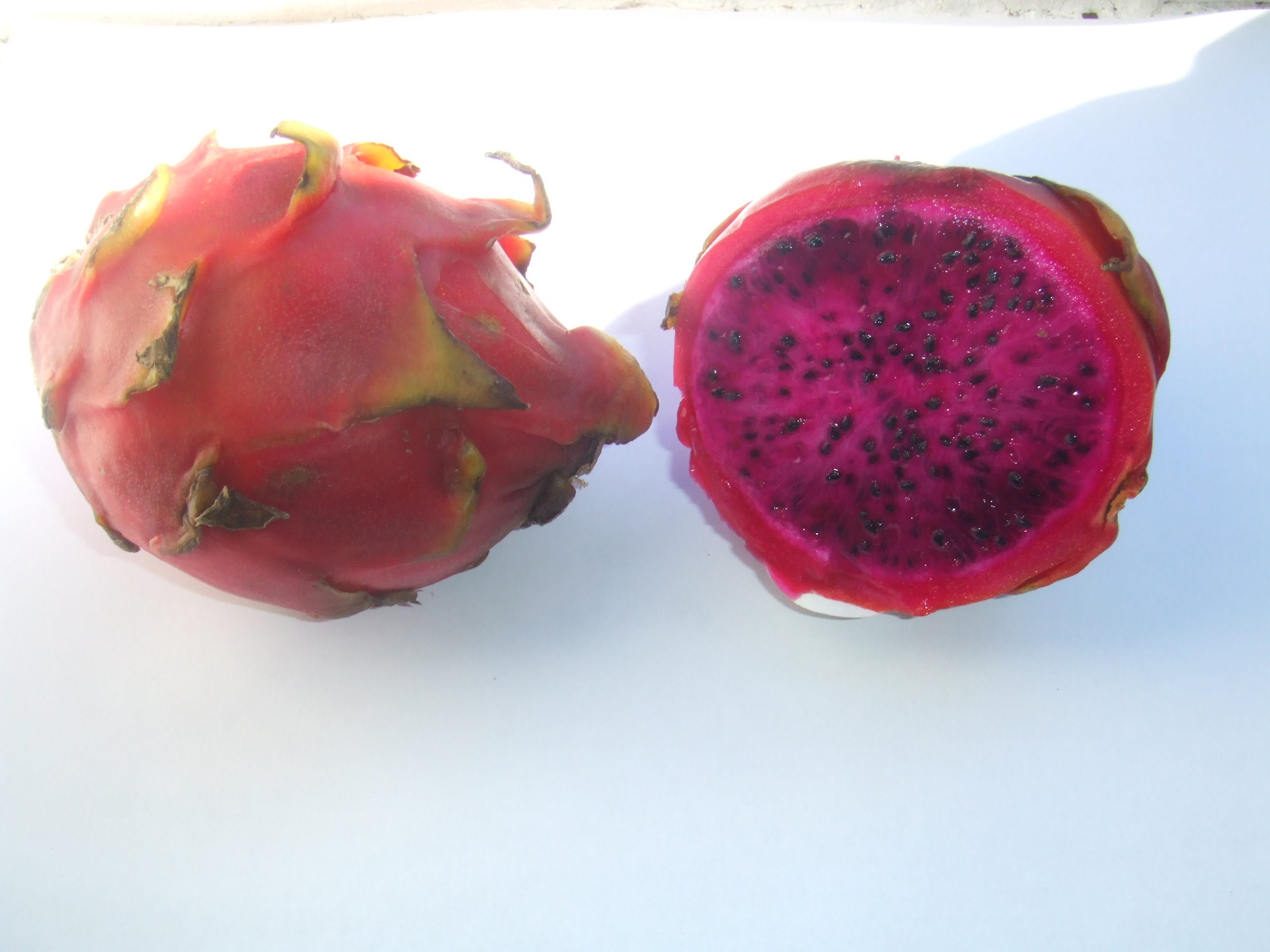
Плід пітаї костариканської

Стебла покрита восково-білою шкіркою без гострих країв. Квіти ≈ 30 см завдовжки, з великими приквітками, як правило, з фіолетовими краями. Плід червоний з фіолетовою пульпою.

## Поширення та середовище існування
Коста-Рика і Нікарагуа та Перу.

## Використання
Плоди можна їсти. Культивується у сільському господарстві.